# Vittorio Rossi
Vittorio Rossi (* 3. September 1865 in Venedig; † 18. Januar 1938 in Rom) war ein italienischer Romanist und Italianist.

## Leben und Werk
Rossi studierte in Turin (bei Arturo Graf und Rodolfo Renier), sowie in Florenz (bei Adolfo Bartoli und Pio Rajna). Er war ab 1891 Professor für italienische Literaturgeschichte in Messina, ab 1893 in Pavia, ab 1908 in Padua und ab 1913 in Rom.
Rossi war Herausgeber der Zeitschrift Studj Romanzi (Nr. 15–27).
Rossi war Mitglied der Accademia dei Lincei (1920).

## Werke
- Battista Guarini ed il Pastor fido. Studio biografico-critico con documenti inediti, Turin 1886
- Storia della letteratura italiana (per uso dei licei), 3 Bde., Mailand 1900–1902 (zahlreiche Auflagen, zuletzt hrsg. von Federico Casari, Padua 2009)
- Il dolce stil nuovo, Florenz 1906
- Il poeta della volontà eroica. 2 letture dantesche, Bologna 1919
- Saggi e discorsi su Dante, Florenz 1930
- Studi sul Petrarca e sul Rinascimento, Florenz 1930
- Il Quattrocento, Mailand 1933 (Storia letteraria d'Italia 6, zahlreiche Auflagen)
- Tre inedite letture dantesche (Inf. 21., Purg. 5., Par. 2.), hrsg. von Massimiliano Corrado, Rom 2007

### Herausgeber- und Übersetzertätigkeit
- (Übersetzer) Adolf Gaspary, Storia della letteratura italiana, 3 Bde., 1887–1891
- (Hrsg.) Il Canzoniere inedito di Andrea Michieli detto Squarzola o Strazzola, Turin 1895
- (Hrsg.) Dante Alighieri, La Divina Commedia, 3 Bde., 1923–1948 (zahlreiche Auflagen)
  - Inferno, Neapel 1923
  - Purgatorio, Genua 1941 (mit Salvatore Frascino)
  - Paradiso, Rom/Neapel 1948 (mit Salvatore Frascino)
- (Hrsg.) Scritti di critica letteraria, 3 Bde., Florenz 1930
- (Hrsg.) Francesco Petrarca, Le Familiari,  4 Bde., Florenz 1933–1942 (Edizione nazionale delle opere di Francesco Petrarca, Bde. 10–13, kritisch, zahlreiche Auflagen, zuletzt 2009)